# Matemática griega

Se acredita a los pitagóricos la primera demostración general del teorema de Pitágoras.

La matemática griega, o matemática helénica, es la matemática escrita en griego desde el 600 a. C. hasta el 300 d. C. Los matemáticos griegos vivían en ciudades dispersas a lo largo del Mediterráneo Oriental, desde Italia hasta el Norte de África, pero estaban unidas por un lenguaje y una cultura comunes. Las matemáticas griegas del periodo siguiente a Alejandro Magno se llaman en ocasiones matemáticas helenísticas.
Las matemáticas griegas eran más sofisticadas que las matemáticas que habían desarrollado las culturas anteriores. Todos los registros que quedan de las matemáticas pre-helenísticas muestran el uso del razonamiento inductivo, esto es, repetidas observaciones usadas para establecer reglas generales. Los matemáticos griegos, por el contrario, usaban el razonamiento deductivo. Los griegos usaron la lógica para deducir conclusiones, o teoremas, a partir de definiciones y axiomas. La idea de las matemáticas como un entramado de teoremas sustentados en axiomas está explícita en los Elementos de Euclides (hacia el 300 a. C.).
Se cree que las matemáticas griegas comenzaron con Tales (hacia 624 a. C. - 546 a. C.) y Pitágoras (hacia 582 a. C. - 507 a. C.). Aunque el alcance de su influencia puede ser discutido, fueron inspiradas probablemente por las matemáticas egipcias, mesopotámicas e indias. Según la leyenda, Pitágoras viajó a Egipto para aprender matemáticas, geometría y astronomía de los sacerdotes egipcios.
Tales usó la geometría para resolver problemas tales como el cálculo de la altura de las pirámides y la distancia de los barcos desde la orilla. Se atribuye a Pitágoras la primera demostración del teorema que lleva su nombre, aunque el enunciado del teorema tiene una larga historia. En su comentario sobre Euclides, Proclo afirma que Pitágoras expresó el teorema que lleva su nombre y construyó ternas pitagóricas algebraicamente antes que de forma geométrica. La Academia de Platón tenía como lema "Que no pase nadie que no sepa Geometría".
Los Pitagóricos probaron la existencia de números irracionales. Eudoxio (408 al 355 a. C.) desarrolló el método exhaustivo, un precursor de la moderna integración. Aristóteles (384 al 322 a. C.) fue el primero en dar por escrito las leyes de la lógica. Euclides (hacia el 300 a. C.) dio el ejemplo más temprano de la metodología matemática usada hoy día, con definiciones, axiomas, teoremas y demostraciones. Euclides también estudió las cónicas. En su libro Elementos recoge toda la matemática de la época. En los Elementos se abordan todos los problemas fundamentales de la matemática, aunque siempre bajo un lenguaje geométrico. Además de problemas geométricos, también trata problemas aritméticos, algebraicos y de análisis matemático. Además de los teoremas familiares sobre geometría, tales como el Teorema de Pitágoras, los Elementos incluyen una demostración de que la raíz cuadrada de dos es un número irracional y otra sobre la infinitud de los números primos. La Criba de Eratóstenes (hacia 230 a. C.) fue usada para el descubrimiento de números primos.
Arquímedes de Siracusa (hacia 287-212 a. C.) usó el método exhaustivo para calcular el área bajo un arco de parábola con ayuda de la suma de una serie infinita y dio una aproximación notablemente exacta de pi. También estudió la espiral, dándole su nombre, fórmulas para el volumen de superficies de revolución y un ingenioso sistema para la expresión de números muy grandes.
Además muchos matemáticos griegos realizaron sus propios estudios e investigaciones y aportaron sus descubrimientos y datos al conocimiento general de las matemáticas y otras disciplinas y además hicieron algo radicalmente fundamental para las matemáticas: convertirlas en una ciencia racional; es decir, en una ciencia deductiva, rigurosa, erigida sobre axiomas y postulados .

## Escuelas

### Escuela jónica

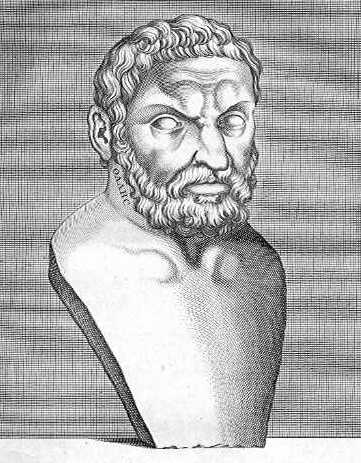
Tales de Mileto.

La escuela jónica, con Tales de Mileto (cuyo nombre lleva un importante teorema de geometría elemental, el Teorema de Tales), fue la primera en comenzar la deducción matemática, hacia el año 600 a. C.

### Escuela pitagórica
La escuela pitagórica o también la itálica, que fundada por el matemático Pitágoras hacia la mitad del siglo VI a. C., fue una asociación de iniciados. Su instituto central de Crotona, en el golfo de Tarento, fue destruido a principios del siglo V a. C. por razones político-religiosas. Sin embargo, la asociación sobrevivió durante mucho tiempo, primero en Grecia y luego en Alejandría. En un siglo y medio los pitagóricos elaboraron un primer grupo de cuatro disciplinas matemáticas (el quadrivium de Arquitas de Tarento): la aritmética, la música (o aritmética de los intervalos musicales), la geometría plana y la astronomía o geometría esférica.
La escuela pitagórica cultivaba una doctrina del conocimiento fundada sobre una determinada concepción del número, a la vez número entero y factor de estructura. Según algunos pitagóricos, todo ente tenía su número, sin el conocimiento del cual el ente no podía ser conocido ni mucho menos comprendido. Según esta doctrina, todas las razones de magnitudes debían ser razones de números enteros.

### Escuela de Elea
Estos puntos de vista fueron combatidos por la Escuela de Elea, y su crítica tomó la forma de las célebres paradojas de Parménides y de Zenón. El descubrimiento de las relaciones inconmensurables, tales como la diagonal del cuadrado, tomando como unidad el lado, y la de la sección aúrea, fue para los pitagóricos un golpe decisivo.
Las dificultades ligadas a la existencia de los inconmensurables fueron superadas por la teoría de las proporciones de Eudoxo, que fue un modelo de rigor matemático. Sobrepasada de este modo la doctrina de los pitagóricos y su mística de los números, se abrió paso la concepción platónica de las matemáticas y la doctrina de las ideas.
A principios del siglo III a. C. aparecieron en Alejandría los Elementos de Euclides. Fundada en el año 331 a. C., Alejandría se convirtió rápidamente en el centro de la cultura helénica. Allí se acogieron casi la totalidad de los que tuvieron nombre y lugar en las ciencias matemáticas griegas, desde Euclides a Diofanto, Papo y Proclo. La importancia de los Elementos fue enorme. Durante mucho tiempo fijaron el ideal del conocimiento verdadero y le dieron su estructura por medio del método axiomático. El método euclidiano comprende, en primer lugar, una teoría general de las magnitudes fundada sobre axiomas como, por ejemplo: «Dos magnitudes iguales a una tercera son iguales entre sí.»

### Geometría euclidiana
La construcción de la geometría requirió, en segundo lugar, cierto número de postulados, el más célebre de los cuales es el de las paralelas, llamado todavía postulado de Euclides. Los Elementos, al demostrar que, sobre la base de axiomas y de postulados, puede construirse la geometría de un modo puramente deductivo, es decir, como conjunto de definiciones y de demostraciones que se desprenden las unas de las otras, precisaron y establecieron el método a seguir.
Durante ese mismo siglo III, la investigación geométrica de los griegos alcanzó su más alto grado de esplendor con Apolonio y Arquímedes de Siracusa. Se debe a Apolonio un gran tratado sobre las incógnitas e incluso, al parecer, un estudio de las epicicloides. Pero, sin ningún género de dudas, el mayor matemático de la antigüedad fue Arquímedes: el cálculo de π por aproximaciones sucesivas, la determinación de los volúmenes del cilindro y la esfera, la cuadratura del segmento de parábola, el empleo de los momentos estáticos y de los centros de gravedad abrieron, de hecho, el camino a la mecánica y al cálculo integral.

### Método de Arquímedes
El método de Arquímedes se separa de la doctrina platónica. Al afán de la aplicación precisa añadió la investigación con extremo rigor científico. Estas dos inquietudes se encuentran, por una parte, por ejemplo, en la formulación del principio de la hidrostática, llamado todavía principio de Arquímedes, y por otra parte en la aplicación del método de agotamiento de Eudoxo al cálculo de áreas y volúmenes
El ideal platónico era un ideal de contemplación de la verdad racional, prescindiendo de las aplicaciones técnicas. La ciencia de Arquímedes, en cambio, dio comienzo al tipo de conocimiento propio de la ciencia moderna. Esta misma casualidad se encuentra también en la ciencia alejandrina, con la cual Arquímedes tuvo ciertos contactos. Así, aparecen durante el siglo II a. C. la trigonometría plana esférica de Hiparco de Nicea, el astrónomo, y, durante el siglo I, las investigaciones geométricas de Herón, el físico.
Deben citarse, finalmente, para marcar la continuidad del esfuerzo alejandrino, a Nicómaco y Menelao, en el siglo I; a Ptolomeo y su célebre sistema del mundo, en el siglo II; las investigaciones aritméticas de Diofanto y Papo sobre las razones anarmónicas, en el siglo III, y los Comentarios de Proclo sobre el libro primero de Euclides, en el siglo V.

### Declive
A partir de este momento, la ciencia helénica comienza su declive. Se ha apuntado que Arquímedes y los matemáticos de Alejandría se habían separado de la doctrina platónica. Con los estoicos, la filosofía había seguido el mismo camino. Sin embargo, hacia la mitad del siglo III se inició un principio de acercamiento al fundarse la escuela filosófica y neoplatónica de Alejandría. Esta escuela se opuso al cristianismo por su hostilidad manifiesta a la actividad científica de los paganos, y en ella sobresalieron muchos científicos; entre los matemáticos, el más notable fue Proclo.